# 桑原宿

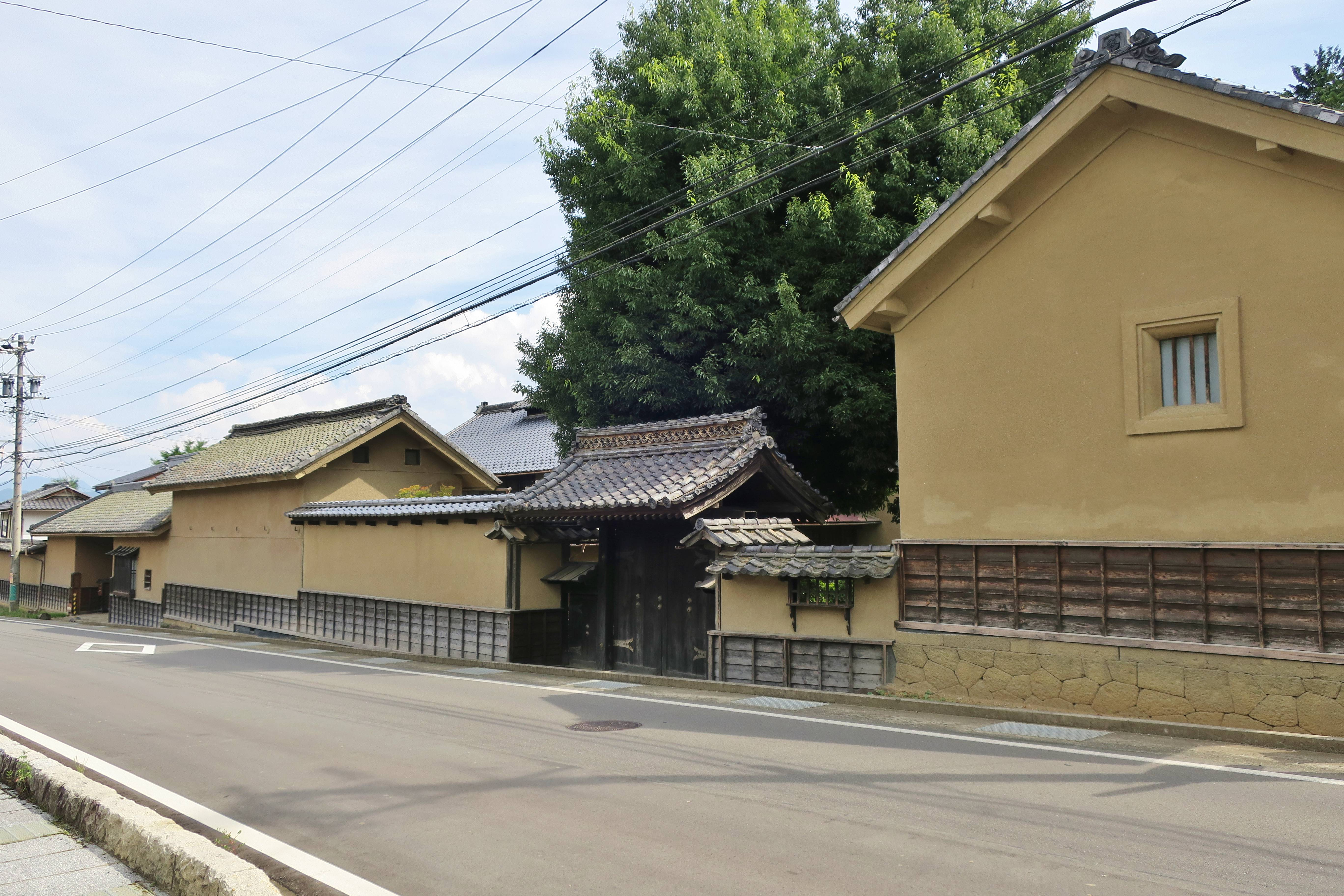
伴月楼記念館（関家住宅）

桑原宿（くわばらじゅく）は、善光寺街道（北国西街道、善光寺西街道）の宿場（間の宿）で、住所表示の長野県千曲市桑原の一部である。

## 概要
善光寺へと至る「善光寺街道」（北国西街道）で最大の難所とされる猿ヶ馬場峠の東側山麓にあり、室町時代から戦国時代にかけて北にある塩崎城に拠った赤沢氏（小笠原氏の一族）の配下に桑原氏の名（支城の小坂城主）があり、古くから集落が形成されていたことがうかがわれる。
天正10年に稲荷山城の築城に伴って隣接する稲荷山の町割りが行われ、以後宿場町としても市場としても繁栄した稲荷山宿の陰に隠れた存在となったが、難所（猿が馬場峠）を控えた立地から松代藩の伝馬として残された。
明治以降も生糸・絹織物などを扱う一大商業地となった稲荷山の影響で養蚕が盛んに行われ、今も換気用の越し屋根を有する当時の家屋が、宿場町の面影と共に残されている。
延喜式神名帳所載とされる古社「治田神社」も近い。この神社、今はハルタ神社と読んでいるが神名帳所載は「波田神社」であり古老達はハタノ神社と言っていた。全国にも数多くある「桑原」の地名は古代の秦氏と養蚕や絹、金属生産を由来と結び付けて考えられている。そして聖徳太子を支え建築技術や製鉄、織物、酒造、芸能、各種技芸等、日本文化を幅広く形作った氏族として活躍した時代から鎌倉時代頃までこの地に居たとされる秦氏は小県郡長和町（羽田氏）や松本市波田町（フルハタ氏・波多越氏等）等に庶流を広げ、安曇郡の仁科氏との争いもあった嫡流は秦能俊の代に地頭となって当地を離れて四国に移り、長宗我部氏を名乗ったのだと伝えられている。
西方の佐野地区には佐野山城跡や龍王城跡が存在し、佐野不動滝がある。西行が訪れたと伝承される佐野薬師堂もあって、古くから眼病治療に御利益があるとして信仰を集めた。
近年温泉が開削され、日帰り入浴施設「佐野川温泉竹林の湯」が営業されている。

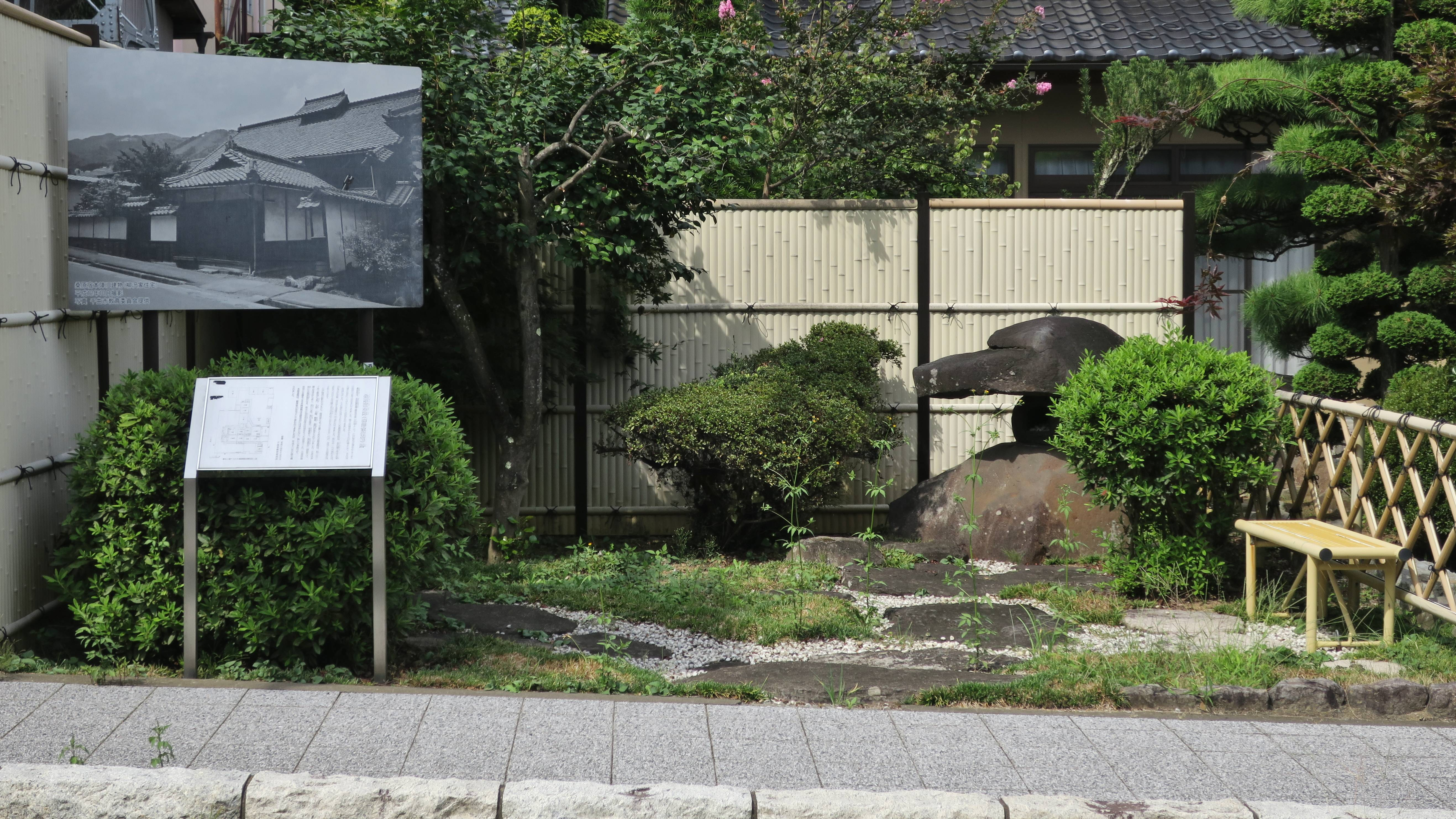
本陣跡
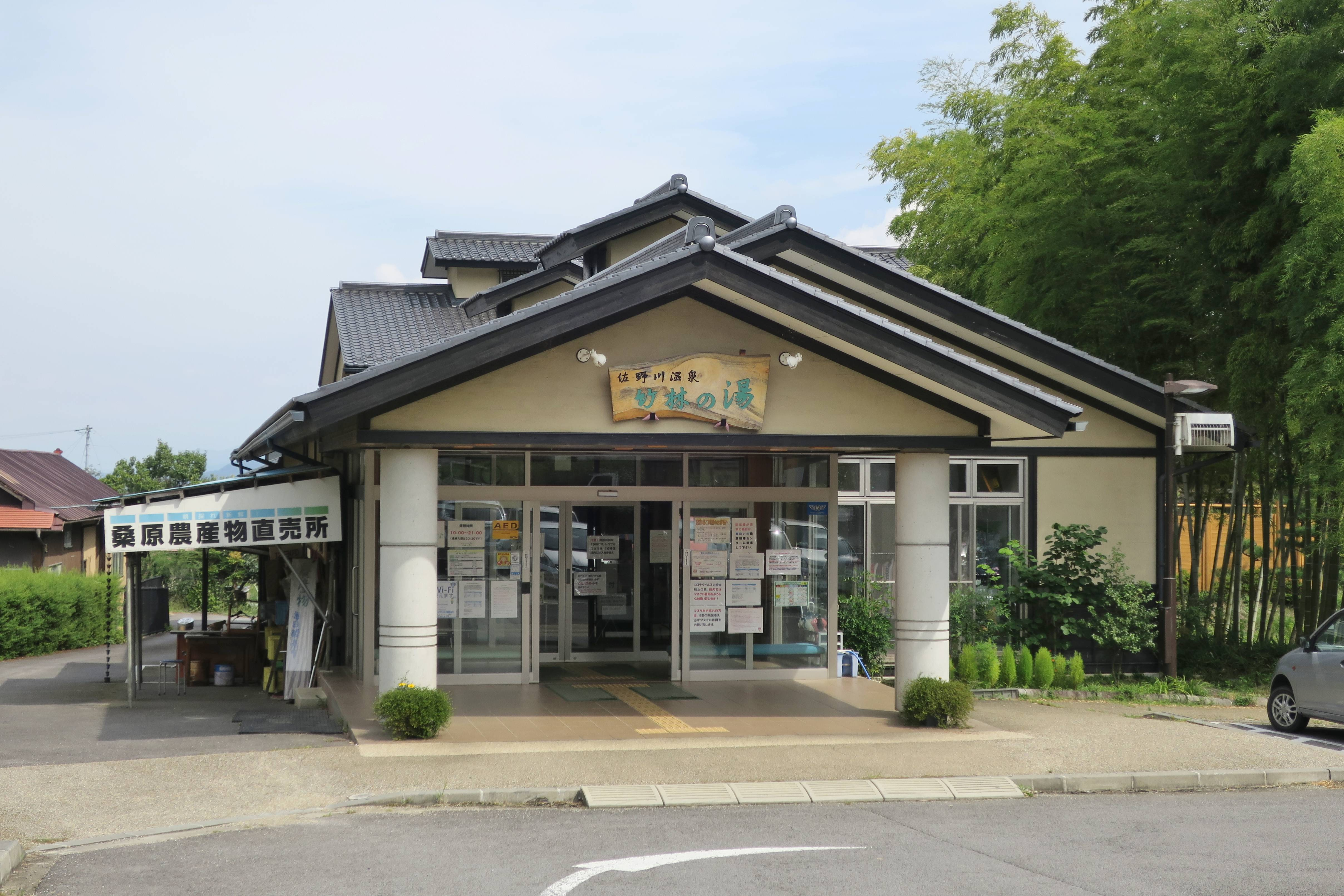
佐野川温泉竹林の湯

## 桑原桑原
一般に雷避けの呪文として使われる「桑原桑原」（くわばら、くわばら）は、この地の伝説（寺の井戸に雷の子が落ちた時、住職がこの地に雷を落とさないと約束させて助けた）に由来するとする説がある。